# Światowe Igrzyska Halowe w Lekkoatletyce 1985 – skok w dal mężczyzn
Skok w dal mężczyzn – jedna z konkurencji technicznych rozgrywanych podczas halowych światowych igrzysk lekkoatletycznych w hali Accor Arena w Paryżu. Rozegrano od razu finał 19 stycznia 1985. Zwyciężył reprezentant Czechosłowacji Jan Leitner.

## Rezultaty

### Finał
W konkursie wzięło udział 14 skoczków.
Opracowano na podstawie materiału źródłowego.
| Miejsce | Zawodnik             | Wynik | Uwagi |
| ------- | -------------------- | ----- | ----- |
| 1       | Jan Leitner          | 7,96  |       |
| 2       | Gyula Pálóczi        | 7,94  |       |
| 3       | Giovanni Evangelisti | 7,88  |       |
| 4       | László Szalma        | 7,85  |       |
| 5       | Emiel Mellaard       | 7,78  |       |
| 6       | Serge Hélan          | 7,71  |       |
| 7       | Liu Yuhuang          | 7,64  |       |
| 8       | Junichi Usui         | 7,52  |       |
| 9       | Ján Čado             | 7,40  |       |
| 10      | Mario Lega           | 7,33  |       |
| 11      | Kim Jong-il          | 7,31  |       |
| 12      | Marcus Barros        | 7,24  |       |
| 13      | John Hunt            | 7,14  |       |
| 14      | Wanis Barsomian      | 6,83  | NR    |